# The World, the Flesh, the Devil
The World, the Flesh, the Devil é um filme policial produzido no Reino Unido e lançado em 1932. Foi baseado em uma peça teatral de Laurence Cowen.